# Bandul
Bandul is een bestuurslaag in het regentschap Kepulauan Meranti van de provincie Riau, Indonesië. Bandul telt 2878 inwoners (volkstelling 2010).